# Челнок 42-й улицы, Ай-ар-ти
Челнок 42-й улицы (англ. IRT 42nd Street Shuttle, также известна как Grand Central/Times Square Shuttle) — линия и маршрут дивизиона IRT Нью-Йоркского метро. Самая короткая из линий метрополитена Нью-Йорка. Соединяет площадь Таймс-сквер с вокзалом Гранд-Сентрал и обслуживается маршрутом S (челнок 42-й улицы, круглосуточно, кроме ночи).
Маршрут проходит по линии 42-й улицы, Ай-ар-ти. На картах, станциях, вагонах и т. д. он обозначается тёмно-серым цветом, поскольку является челночным маршрутом.
Это один из трёх челночных маршрутов Нью-Йоркской подземки (другие два — челнок Рокавей-парка и челнок Франклин-авеню). Маршрут не имеет наземных участков — это единственный полностью подземный маршрут дивизиона А (IRT) и один из трёх в Нью-Йоркском метро (два другие — C и R). Маршрут работает в течение всего дня, кроме ночного времени (с 0:00 до 6:00), и две его единственные станции являются единственными двумя станциями во всём метрополитене, которые не открыты круглосуточно.

## Схема линии
Проходящие по линии маршруты в зависимости от дня недели и времени суток
|                | День + вечер + выходные | Ночь |
| -------------- | ----------------------- | ---- |
| Локальные пути | S (челнок 42-й улицы)   | —    |

Станции на линии
| Условные обозначения |
| для дней и часов работы маршрутов (более точно указано во всплывающих подсказках при этих обозначениях): |
| --- |
| круглосуточно круглосуточно, кроме ночи круглосуточно, кроме будней днём (либо часов пик) в пиковом направлении в будни днём (и, возможно, вечером) в будни круглосуточно в часы пик в будни днём (либо в часы пик) в пиковом направлении в будни днём (либо в часы пик) в направлении, обратном пиковому в выходные ночью ночью и в выходные (и, возможно, вечером) нет движения поездов |

| 1 — круглосуточно · 1 — круглосуточно · 2 — круглосуточно · 2 — круглосуточно · 3 — круглосуточно · 3 — круглосуточно | Таймс-сквер — 42-я улица                     |
| 7 — круглосуточно · 7 — круглосуточно · <7> — в часы пик в пиковом направлении · <7> — в часы пик в пиковом направлении | Таймс-сквер                                  |
| A — круглосуточно · A — круглосуточно · C — круглосуточно, кроме ночи · C — круглосуточно, кроме ночи · E — круглосуточно · E — круглосуточно | 42-я улица — Автовокзал Портового управления |
| N — круглосуточно · N — круглосуточно · Q — круглосуточно · Q — круглосуточно · R — круглосуточно, кроме ночи · R — круглосуточно, кроме ночи · W — в будни днём и вечером до 23:00 · W — в будни днём и вечером до 23:00                                                                             | Таймс-сквер — 42-я улица                     |
| 7 — круглосуточно · 7 — круглосуточно · <7> — в часы пик в пиковом направлении · <7> — в часы пик в пиковом направлении | Пятая авеню                                  |
| B — в будни днём и вечером до 23:00 · B — в будни днём и вечером до 23:00 · D — круглосуточно · D — круглосуточно · F — круглосуточно · F — круглосуточно · <F> — в часы пик в пиковом направлении · <F> — в часы пик в пиковом направлении · M — в будни днём и вечером · M — в будни днём и вечером | 42-я улица — Брайант-парк                    |
| автовокзал Портового управления[англ.] |                                              |

| 4 — круглосуточно · 4 — круглосуточно · 5 — круглосуточно, кроме ночи · 5 — круглосуточно, кроме ночи · 6 — круглосуточно · 6 — круглосуточно · <6> — в будни днём в пиковом направлении · <6> — в будни днём в пиковом направлении | Центральный вокзал — 42-я улица |
| 7 — круглосуточно · 7 — круглосуточно · <7> — в часы пик в пиковом направлении · <7> — в часы пик в пиковом направлении | Центральный вокзал              |
| Центральный вокзал Нью-Йорка |                                 |

## История
То, что сегодня является линией 42-й улицы, прежде было частью самой первой подземной линии компании Ай-ар-ти, открытой 27 октября 1904 года. Линия шла с юга на север под Четвёртой авеню (ныне Парк-авеню), затем под 42-й улицей поворачивала на запад, а потом под Бродвеем опять на север (три тёмных цвета на схеме справа).
В 1918 году была введена в строй так называемая «система Эйч» (англ. H system) — система линий, имевшая форму буквы H: линия под Четвёртой авеню была продлена на север через Лексингтон-авеню, линия под Бродвеем на юг через Седьмую авеню (два светлых цвета на схеме справа), а оставшаяся «перемычка» под 42-й улицей превращена в самостоятельную линию, имеющую две станции и обслуживаемую челночным маршрутом. Станции первой линии Центральный вокзал и Таймс-сквер отошли к линии 42-й улицы (оказавшись на её восточном и западном концах соответственно), а на вновь образованных линии Лексингтон-авеню и линии Бродвея и Седьмой авеню были построены новые станции Центральный вокзал — 42-я улица и Таймс-сквер — 42-я улица с пересадкой на старые.
Изначально планировалось, что челночная линия будет иметь два пути и по ней будут курсировать два поезда. На восточном конце линии была построена новая станция с островной платформой, чтобы сократить расстояние для перехода с челнока на линию Лексингтон-авеню. Однако в день открытия «системы Эйч», 1 августа 1918 года, обнаружилось, что пассажиропоток на челноке гораздо больше ожидаемого. Из опасений, что в давке произойдёт какая-нибудь катастрофа, челнок был закрыт на следующий день. 28 сентября он был открыт повторно, но в новой конфигурации: был введён третий путь с поездом, а построенная ближе к линии Лексингтон-авеню новая станция превращена в переход между линией Лексингтон-авеню и старой станцией.
Сегодня челночный маршрут, обслуживающий эту линию, носит обозначение S. До 10 сентября 1995 года он курсировал круглосуточно, затем он стал закрываться на ночь, когда его подменяет параллельный маршрут 7. Единственные две станции этого маршрута (и этой линии) — это и единственные две из станций метрополитена Нью-Йорка, которые не работают круглосуточно. В период закрытия маршрута этот участок иногда используется для киносъёмок. Среди фильмов, снятых здесь, — «Король Нью-Йорка» и «Французский связной».

## Конфигурация путей
Линия изначально имела четыре пути, однако их конфигурация была изменена при выделении участка под 42-й улицей в отдельную линию.
- Бывший локальный путь южного направления (под южной стороной 42-й улицы) — путь № 1 — на западе кончается тупиком, а на востоке подсоединён к локальному пути южного направления линии Лексингтон-авеню.
- Бывший экспресс-путь южного направления — путь № 2 — демонтирован, а на его месте на обеих станциях линии сооружены платформы. При этом станция Таймс-сквер была локальной и имела только боковые платформы у путей № 1 и № 4; платформа на месте пути № 2 стала обслуживать путь № 3. На станции Центральный вокзал было и осталось две островных платформы, но одна из них была расширена.
- Бывший экспресс-путь северного направления — путь № 3 — кончался тупиками с обоих концов, однако поезд, отправляющийся с восточного конца, имел возможность перейти на путь № 1.
- Бывший локальный путь северного направления — путь № 4 — на востоке кончается тупиком, а на западе подсоединён к локальному пути северного направления линии Бродвея и Седьмой авеню.

Два пересадочных узла, в которые входят обе станции челнока, — наиболее загруженные во всём метрополитене. При этом станция Таймс-сквер до 2021 года была не приспособлена для инвалидов, что делало не приспособленной для них всю челночную линию, тогда как все остальные станции обоих пересадочных узлов приспособлены. С августа 2019 года по март 2022 была проведена реконструкция линии, включавшая замену трёх путей с 3- или 4-вагонными поездами на два с 6-вагонными. На обеих станциях стало по одной островной платформе, причём на станции Таймс-сквер (западной конечной, расположенной на изгибе путей) платформа была продлена на восток на менее изогнутом участке линии. Конфигурация была изменена следующим образом:
- Путь № 3 демонтирован.
- На станции Таймс-сквер средняя платформа расширена до путей № 1 и № 4, а боковые платформы закрыты.
- На станции Центральный вокзал две островные платформы соединены.
- Все платформы продлены, со станции Центральный вокзал организован переход на станцию 42-я улица — Брайант-парк.

По каждому из действующих путей ходит свой поезд. Весь маршрут в один конец занимает около минуты. Машинисты находятся в обоих головных вагонах, и они каждый рейс меняются ролями: тот из них, который оказывается в последнем вагоне, исполняет функции кондуктора.
| Челнок 42-й улицы: 1904 1918 2021 \| \| \| \| \| \| \| \| \| \| \| \| \| \| \| \| \| \| \| \| \| \| \| \| \| \| \| \| \| \| \| \| \| Таймс-сквер \| \| \| \| \| \| \| \| \| \| \| Центральный \| \| \| \| \| \| \| \| \| \| \| \| \| \| \| \| \| \| \| \| \| \| \| \| \| \| \| вокзал \| \| \| \| \| \| \| \| \| \| \| \| \| \| \| \| \| \| \| \| \| путь № 4 \| \| \| \| \| \| \| \| \| \| \| \| \| \| \| \| \| \| \| \| \| \| \| \| \| \| \| \| \| \| \| \| \| \| \| \| \| \| \| \| \| \| \| \| \| \| \| \| \| \| \| \| \| \| путь № 3 \| \| \| \| \| \| \| \| \| \| \| \| \| \| \| \| \| \| \| \| \| \| \| \| \| \| \| путь № 2 \| \| \| \| \| \| \| \| \| \| \| \| \| \| \| \| \| \| \| \| \| \| \| \| \| \| \| \| \| \| \| \| \| \| \| \| \| \| \| \| \| \| \| \| \| \| \| \| \| \| \| \| \| \| путь № 1 \| \| \| \| \| \| \| \| \| \| \| \| \| \| \| \| \| \| \| \| \| \| \| \| \| \| \| \| \| \| \| \| \| Центральный \| \| \| \| \| \| \| \| \| \| \| \| \| \| \| \| Таймс-сквер \| \| \| \| \| \| \| \| \| \| \| вокзал \| \| \| \| \| \| \| \| \| \| \| - 1904 год — первая подземная линия. \| \| \| \| \| \| \| \| \| \| \| \| \| \| \| \| \| \| \| \| \| \| \| \| \| \| |  |  |  |  |             |  |  |  |  |          |  |  |  |  |  |             |  |  |  |  |  |  |  |  |  |
| |  |  |  |  |             |  |  |  |  |          |  |  |  |  |  |             |  |  |  |  |  |  |  |  |  |
| |  |  |  |  | Таймс-сквер |  |  |  |  |          |  |  |  |  |  | Центральный |  |  |  |  |  |  |  |  |  |
| |  |  |  |  |             |  |  |  |  |          |  |  |  |  |  | вокзал      |  |  |  |  |  |  |  |  |  |
| |  |  |  |  |             |  |  |  |  | путь № 4 |  |  |  |  |  |             |  |  |  |  |  |  |  |  |  |
| |  |  |  |  |             |  |  |  |  |          |  |  |  |  |  |             |  |  |  |  |  |  |  |  |  |
| |  |  |  |  |             |  |  |  |  | путь № 3 |  |  |  |  |  |             |  |  |  |  |  |  |  |  |  |
| |  |  |  |  |             |  |  |  |  | путь № 2 |  |  |  |  |  |             |  |  |  |  |  |  |  |  |  |
| |  |  |  |  |             |  |  |  |  |          |  |  |  |  |  |             |  |  |  |  |  |  |  |  |  |
| |  |  |  |  |             |  |  |  |  | путь № 1 |  |  |  |  |  |             |  |  |  |  |  |  |  |  |  |
| |  |  |  |  |             |  |  |  |  |          |  |  |  |  |  | Центральный |  |  |  |  |  |  |  |  |  |
| |  |  |  |  | Таймс-сквер |  |  |  |  |          |  |  |  |  |  | вокзал      |  |  |  |  |  |  |  |  |  |
| - 1904 год — первая подземная линия. |  |  |  |  |             |  |  |  |  |          |  |  |  |  |  |             |  |  |  |  |  |  |  |  |  |

## Галерея

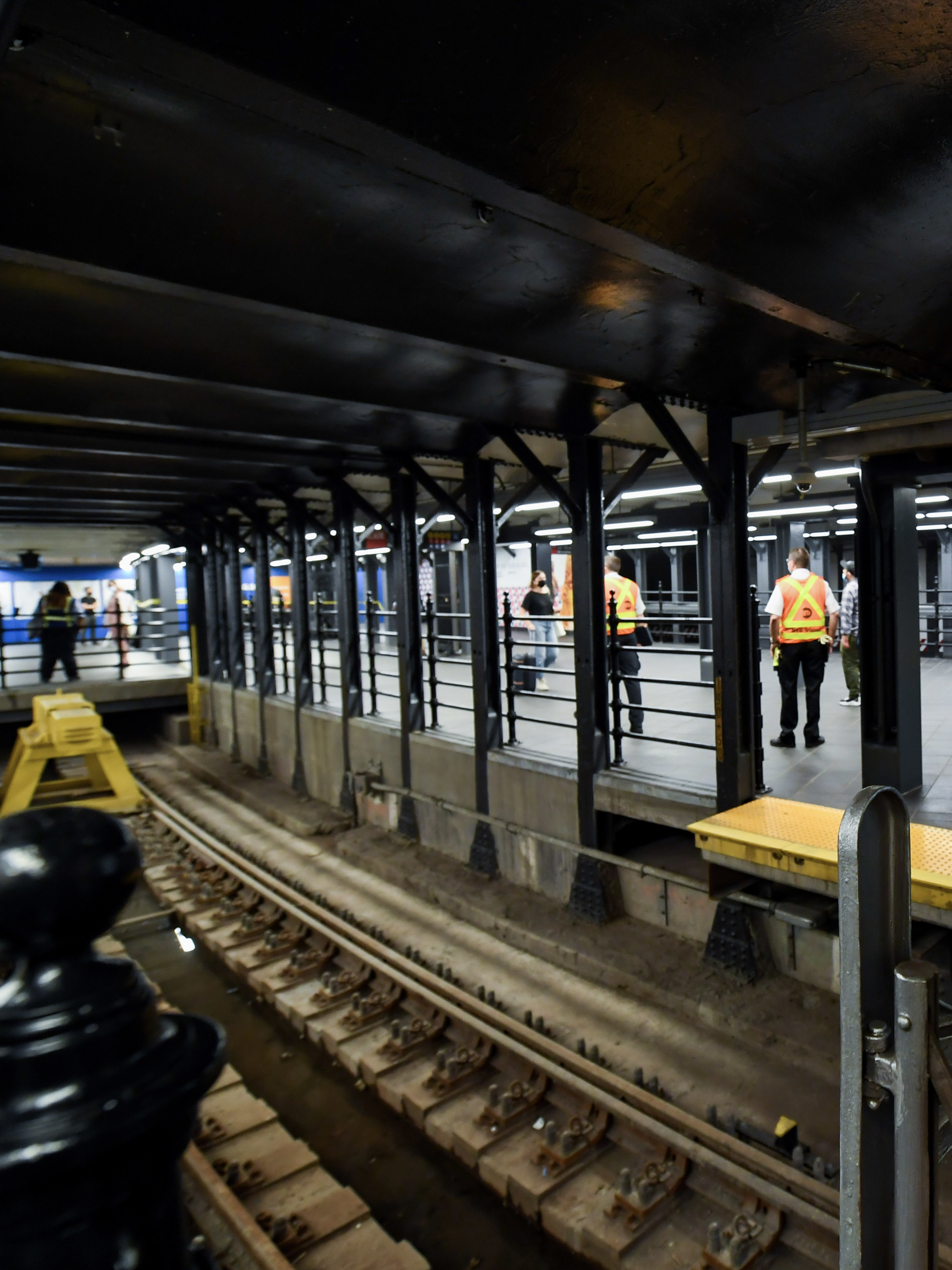
Тупик на западном конце пути на станции Таймс-сквер
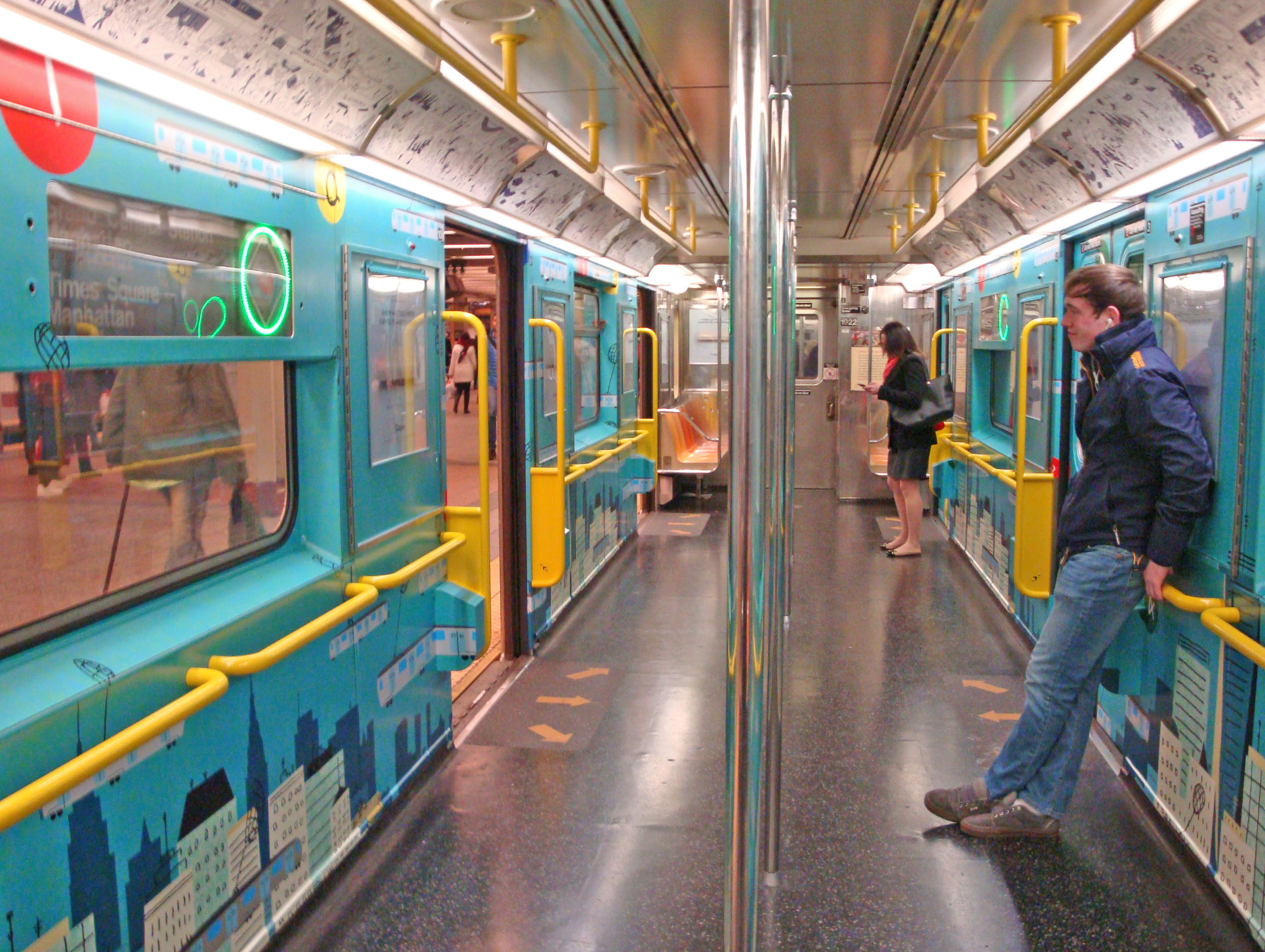
Вагон R62А, перестроенный специально для работы на челночной линии 42-й улицы
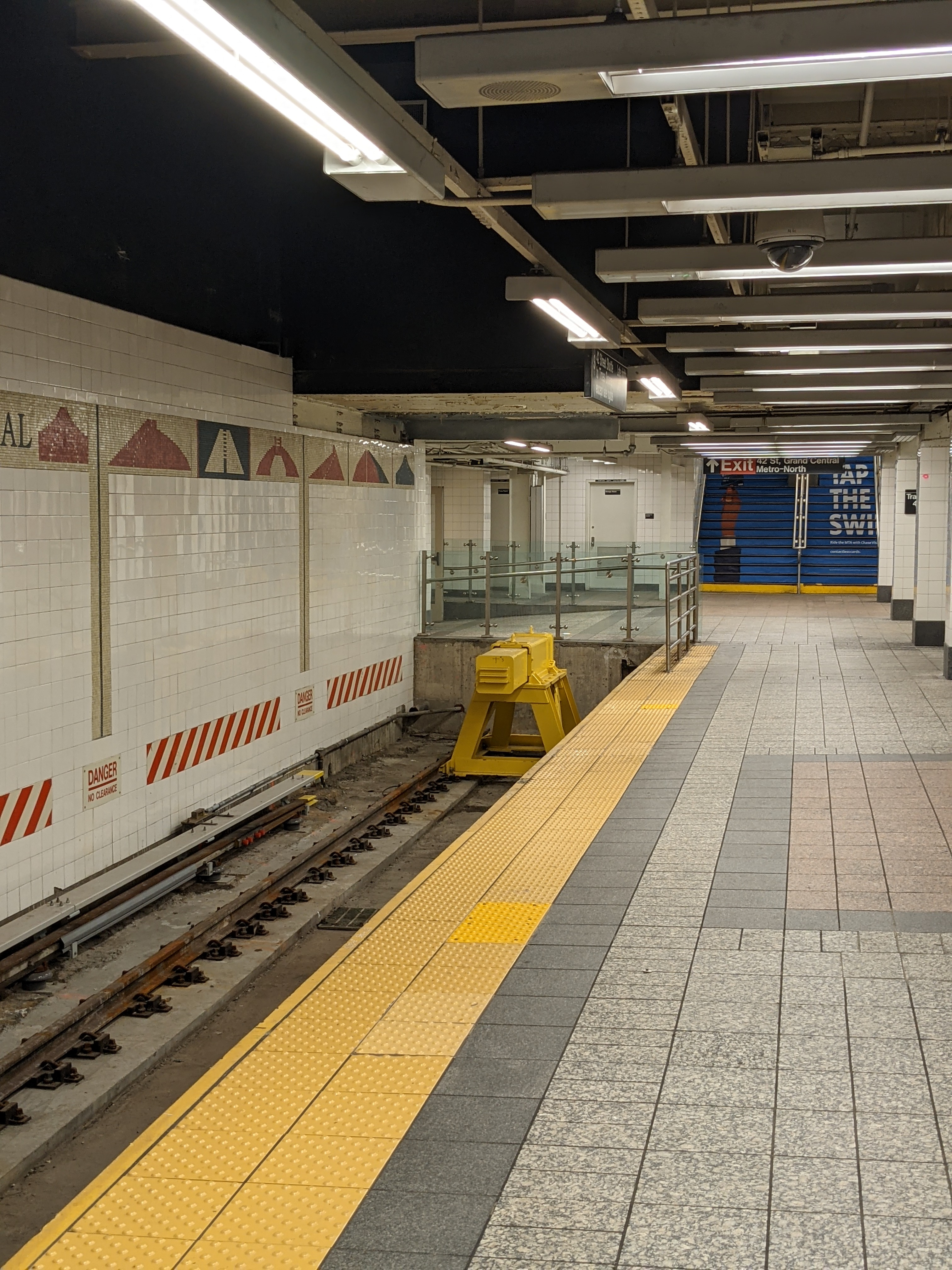
Тупик на восточном конце пути на станции Центральный вокзал